# Hans Hofmann (Maler)
Johann Georg Albert „Hans“ Hofmann (* 21. März 1880 in Weißenburg in Bayern; † 17. Februar 1966 in New York) war ein deutschamerikanischer Maler, Lehrer und Kunstprofessor, der in seinen frühen Werken eine Synthese aus Fauvismus und Kubismus anstrebte. Nach seiner Emigration in die Vereinigten Staaten gründete er in New York eine Kunstschule, die großen Einfluss auf die Entwicklung des Abstrakten Expressionismus hatte. Hofmann gilt als Künstler der ersten Generation der sogenannten New York School.

## Leben
Als Hans Hofmann sechs Jahre alt war, zog seine Familie von Weißenburg nach München. Das mathematisch und musisch begabte Kind, das sich stark zur Natur hingezogen fühlte, begann zu zeichnen. Mit sechzehn Jahren verließ Hans Hofmann die Schule und wurde Assistent des Leiters der öffentlichen Baubehörde des Bayerischen Staates. Sein starkes Interesse an Mathematik und Naturwissenschaften zeigte sich auch darin, dass er eine Rechenmaschine und ein Radargerät für Schiffe entwarf. 1898 schrieb er sich in der Kunstschule von Moritz Heymann in München ein. Später studierte er bei Anton Ažbe. Willy Schwarz brachte ihm den Impressionismus näher und schlug ihn aufgrund seines Talentes für einen Aufenthalt in Frankreich vor. 1904 konnte er aufgrund der Unterstützung des Kaufmanns Philipp Freudenberg nach Paris gehen.
Maria (Miz) Wolfegg kam später nach und lebte mit ihm zehn Jahre in Paris. In Paris frequentierte er unter anderem das Café du Dôme, ein Künstlerlokal der französischen Avantgarde. Hier wurde er von Robert Delaunay und dessen Frau Sonia Delaunay-Terk beeinflusst, und er begann eigene Theorien zu Farben und Komposition zu entwickeln, die ihn ein Leben lang beschäftigten. 1908 und 1909 stellte er seine Werke in Berlin aus. Danach trat er eine Erholungsreise mit seiner Frau Miz nach Korsika an, um sich von der Tuberkulose zu erholen. Währenddessen brach der Erste Weltkrieg aus, und er konnte als deutscher Staatsbürger nicht mehr nach Paris zurück. Seine Lungenkrankheit bewahrte ihn vor dem Kriegsdienst. So blieb er in München, wo er 1915 seine Hans Hofmann Schule für Bildende Kunst gründete, diese Schule gilt als eine der ersten Schulen für moderne Kunst.
Nach dem Ende des Ersten Weltkrieges wurde seine Schule von vielen ausländischen Studenten besucht, da sie einerseits staatlich anerkannt war, andererseits aber nicht die Beschränkungen hatte, die für Ausländer galten. Beispielsweise war es verboten, nach dem 35. Lebensjahr als Ausländer eine deutsche Hochschule zu besuchen. In den ersten Jahren besuchten nur wenige Schüler die Schule.
Sommerkurse fanden zunächst im bayerischen Alpenvorland statt:
- Murnau am Staffelsee, 1919
- Herrsching am Ammersee, 1920
- Seefeld, 1921
- Hechendorf am Pilsensee, 1922
- Gmund am Tegernsee, 1923

später auch im Mittelmeerraum:
- Dubrovnik (damals Ragusa), 1924
- Capri 1925–1927
- St. Tropez 1928–1929

Im Winter 1920/21 entdeckten zwei US-Kriegsveteranen – die Maler Ernest Thurn (1884–1971) und Vaclav Vytlacil (1892–1984) – die Schule von Hofmann. Sie holten vermehrt amerikanische Kunstlehrer in Hofmanns Schule, insbesondere zu den Sommerkursen auf Capri und St. Tropez. Bis 1928 hatte sich die Schule zu einem internationalen Erfolg entwickelt und zog Schüler aus Schweden, China, Finnland, Russland, England, Italien, Frankreich, der Türkei und der Tschechoslowakei an. Der hohe Anteil an Ausländern und deren Austausch prägte das Werk deutscher und ausländischer Studenten auch Jahre später. Einige bekanntere Künstler jener Zeit waren Josef Hendel, Carl Holty, Alfred Jensen, Alf Bayrle, Arnold Fiedler, Erwin Hinrichs und Worth Ryder. Letzterer lud ihn 1930 zu einer Vorlesung an die University of California in Berkeley ein. Die langjährige Beziehung zur Universität veranlasste ihn später zu einer Spende von 45 Bildern an die Universität mit der Bedingung, ein Kunstmuseum zu errichten.
Hofmann verbrachte nun immer wieder Sommer in den USA mit Vorlesungen, bis er sich 1932 in New York niederließ, da die Nazis das Klima für Intellektuelle verschärften und seine Kunst als entartet bezeichnet wurde. Ein Jahr darauf gründete er in der 8th Street von Manhattan seine zweite Schule, die Hofmann School of Fine Art, wo er seinen Schülern, wie Helen Frankenthaler und Lee Krasner u. a. lehrte, was er in Europa von Picasso, Braque, Matisse und Delaunay gelernt hatte.
Erst im Alter von 64 Jahren hatte er in New York seine erste Einzelausstellung bei Peggy Guggenheim in ihrer Galerie Art of This Century. Weitere Ausstellungen folgten. In den Jahren von 1947 bis 1966 stellte er jedes Jahr in der Samuel M. Kootz Gallery in Manhattan aus. Erst mit 78 Jahren konnte er seine Tätigkeit als Lehrer aufgeben, um sich ganz der Kunst zu widmen. Eine Generation älter als Jackson Pollock, Arshile Gorky, Clyfford Still und Willem de Kooning, entwickelte er eine eigene Spielart des amerikanischen abstrakten Expressionismus. Im Jahr 1959 war Hans Hofmann Teilnehmer der documenta II in Kassel, 1963 würdigte ihn das Museum of Modern Art in New York mit einer großen Einzelausstellung.
1960 war er einer von vier Künstlern, welche die USA bei der Biennale in Venedig vertraten. Drei Jahre später starb seine Frau Miz. 1965 heiratete Hofmann eine junge Deutsche, Renate, die ihm seine neue Muse für weitere Werke war, die im Metropolitan Museum of Art zu sehen sind. Ein Jahr später, 1966, starb Hofmann. Ein fast fertiges Gemälde seiner Frau Renate konnte er nicht mehr vollenden.
1961 wurde er in die American Academy of Arts and Letters gewählt.

## Bedeutung
Hofmanns „…Fähigkeit, traditionelle Elemente der Malerei in den Kontext der modernen Kunst zu übersetzen, zog Kunstlehrer des ganzen Kontinents an und hatte prägenden Einfluss auf die nordamerikanische Kunstausbildung. Hofmann, der fünf Generationen von Malern unterrichtete, führte die moderne europäische Kunst in Amerika ein. Er wurde zum Katalysator für die Kunstrichtung des Abstrakten Expressionismus und gilt heute als einer der einflussreichsten Kunsterzieher des 20. Jahrhunderts.“

## Schüler
| - Albert Kotin - Albert Swinden - Alfred Julio Jensen - Allan Kaprow - Anne Tabachnick - Arnold Fiedler - Cameron Booth - Carl Heidenreich - Carl Holty - Corinne Michelle West - David Loeffler Smith - Dorothy Heller | - Erle Loran - Erwin Hinrichs - Felix Pasilis - Franciska Clausen - Fritz Bultman - George Earl Ortman - George McNeil - Giorgio Cavallon - Glenn Wessels - Helen Frankenthaler - Jan Müller (Maler) | - Jane Freilicher - Jean Follett - Joe Stefanelli - John Grillo - John Haley - Julius Hatofsky - Karl Kasten - Korl Meyer - Larry Rivers - Lee Krasner - Linda Lindeberg - Liz Bertram-Ehmsen | - Louise Nevelson - Ludwig Sander - Ludwig Weninger - Mary Frank - Mercedes Matter - Michael Goldberg - Michael Growe - Michael Loew - Miles Forst - Anna Gottburgsen - Waldtraut Niepmann |

## Die Hansa Gallery 1952–1959
Die Hansa Gallery wurde 1952 von einer Gruppe junger Künstler der Hans-Hofmann-Schule gegründet, die in den wenigen etablierten Galerien der Stadt nicht ausstellen konnten. Der Name der Hansa Gallery ehrte Hofmann als Künstler und Lehrer und bezog sich gleichzeitig auf die Hanse, eine mittelalterliche Vereinigung deutscher Handelsstädte. Zu den Gründungsmitgliedern gehörten Richard Stankiewicz, Wolf Kahn, Miles Forst, Jan Müller und Jacques Beckwith. Als die Hansa Gallery in der East Twelfth Street eröffnet wurde, war sie die zweite Genossenschaftsgalerie in New York und trug zur Etablierung der wachsenden Kunstszene in der Tenth Street bei. Richard Bellamy, eine feste Größe in der Downtown-Kunstszene, war mit vielen dieser Künstler befreundet.
1955 ermöglichte der Erfolg der Hansa Gallery einen Umzug in die Innenstadt, um mehr Aufmerksamkeit auf sich zu ziehen, und die Einstellung Bellamys als Direktor (allerdings mit einem Gehalt von nur zehn Dollar pro Woche plus Provisionen). Sammler und Museumskuratoren begannen, die Galerie zu besuchen und Werke zu kaufen. Die Galerie zog auch neue Mitglieder an, wie George Segal und Myron Stout, und Allan Kaprow veranstaltete dort seine ersten Environments und Happenings. Die Gründungsmitglieder Jan Müller und Richard Stankiewicz erwiesen sich als die kommerziell erfolgreichsten. Trotz der Erfolge der Hansa Gallery führten finanzieller Druck, persönliche Unstimmigkeiten, der Verlust von Gründungsmitgliedern an andere Galerien und der Tod Müllers 1959 zur Schließung der Galerie.

## Ausstellungen
- 1950: Marcel Breuer and Hans Hofmann: The Muralist and the Architect, Samuel M. Kootz Gallery, Madison Avenue, Manhattan, New York City, USA
- 9th Street Art Exhibition auch 9th St. Show oder Ninth Street Show, New York City, USA
- 1962 Hans Hofmann, New York, geboren in Weißenburg 1880, Frankische Galerie am Marientor, Nürnberg
- 1980 Hans Hofmann, Works on Paper, Pace/Columbus, Ohio, USA
- 1997: „Wunder des Rhythmus und Schönheit des Raumes – Hans Hofmann“, Schirn Kunsthalle Frankfurt, Frankfurt am Main
- 2004: „Carl Heidenreich and Hans Hofmann in Postwar New York“, Berkeley Art Museum and Pacific Film Archive, University of California, Berkeley, California, USA 2009: „Hans Hofmann: Circa 1950“, Rose Art Museum of Brandeis University, Waltham, Massachusetts, USA
- 2013: Magnum Opus – Hans Hofmann, Museum Pfalzgalerie, Kaiserslautern
- Oktober 2013: Das Gemälde Red Parabel wird vom Städelschen Kunstinstitut in Frankfurt erworben[5]
- 2016: Creation in Form und Color: Hans Hofmann 05 11 16 05 03 17, Kunsthalle Bielefeld, Bielefeld
- 2022: Hans Hofmann. Cimbote 1950 – Farben für die neue Stadt, Museum Lothar Fischer, Neumarkt in der Oberpfalz in Zusammenarbeit mit dem Museum Pfalzgalerie, Kaiserslautern